# Daliah Lavi
Daliah Lavi Gans, nata Daliah Lewinbuk (Moshav Shavei Tzion, 12 ottobre 1942 – Asheville, 3 maggio 2017), è stata una cantante e attrice israeliana.

## Biografia e carriera
Figlia di genitori ebrei provenienti dalla Germania e dalla Russia, Daliah Lavi studiò danza classica a Stoccolma, in Svezia, dove apparve nel film Hemsöborna (1955).
Dopo aver vissuto per alcuni anni in Israele, dal 1960 vide decollare la sua carriera cinematografica, in un gran numero di produzioni europee (francesi, spagnole, italiane, inglese, tedesche) e hollywoodiane, comprendenti tra l'altro: Due settimane in un'altra città (1962) di Vincente Minnelli, Il demonio (1963) di Brunello Rondi, il gotico classico La frusta e il corpo (1963) di Mario Bava, il ruolo di "The girl" (Gioiello) in Lord Jim a fianco di Peter O'Toole e I silenziatori (1966) con Dean Martin. Tuttavia, il suo ruolo più noto è probabilmente quello dell'agente "The Detainer" in James Bond 007 - Casino Royale (1967) accanto a Peter Sellers, Woody Allen e David Niven.
Con il declino della sua popolarità cinematografica, la Lavi iniziò una carriera di successo come cantante soprattutto in Germania, con brani come Oh, wann kommst du?, Willst du mit mir geh'n? e C'est ça, la vie. Registrò anche una cover in lingua tedesca del successo di Melanie Safka Look What They've Done to My Song, Ma e una cover in lingua tedesca del successo di Iva Zanicchi La riva bianca, la riva nera.
Visse in seguito per molti anni negli Stati Uniti, fino alla morte, avvenuta ad Asheville il 3 maggio 2017.

## Vita privata
Sposata con Charles "Chuck" E. Gans dal 1992, ebbe quattro figli, Kathy, Rouben, Alexander e Stephen; al momento del decesso aveva anche cinque nipoti. 
Parlava sei lingue: ebraico, inglese, tedesco, francese, spagnolo e italiano.

## Discografia

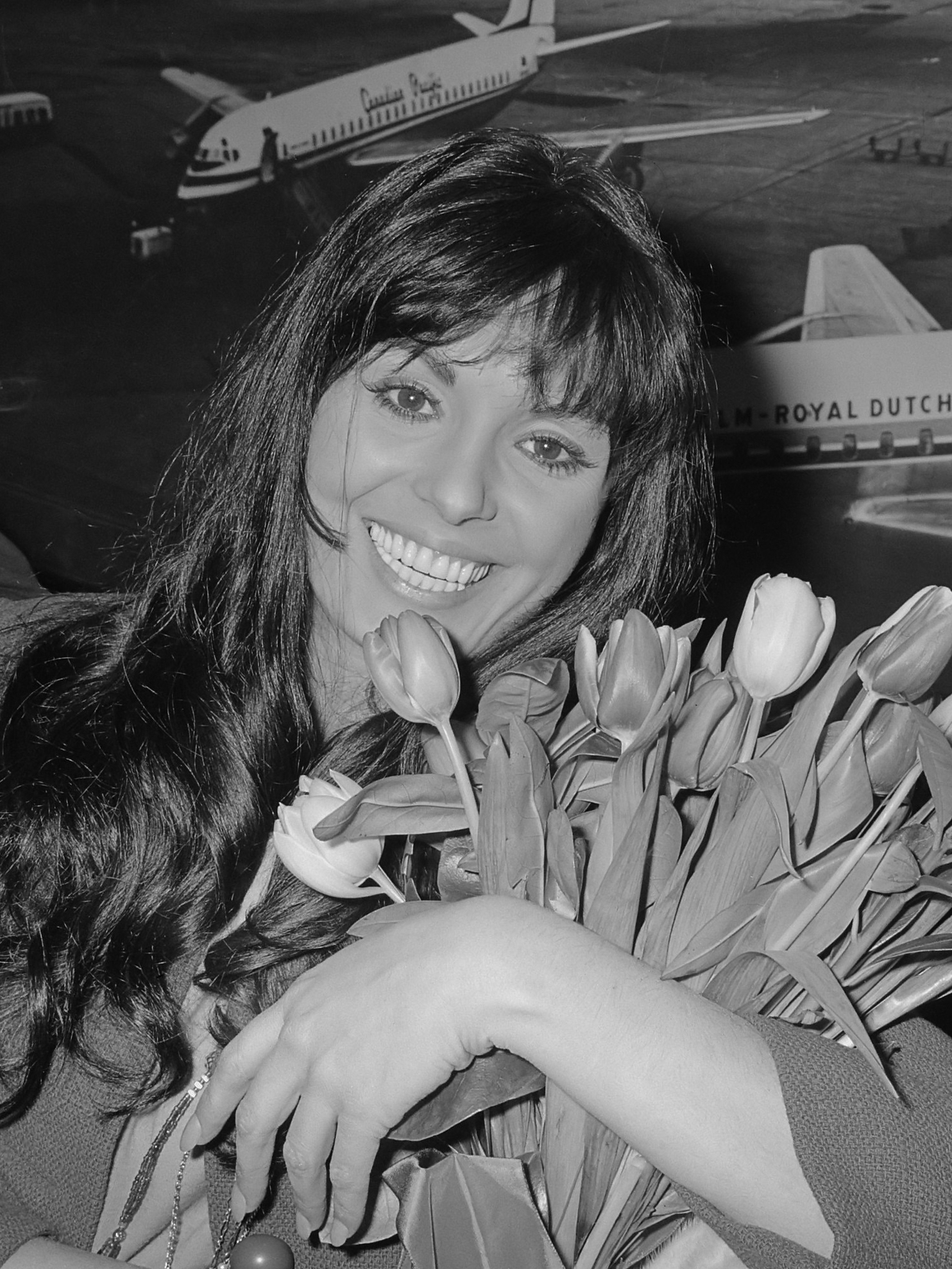
Daliah Lavi nel 1966

- 1970 – Liebeslied jener Sommernacht
- 1971 – Daliah Lavi
- 1971 – Willst du mit mir geh'n
- 1971 – Would you follow me
- 1971 – Sympathy
- 1972 – Meine Art, Liebe zu zeigen
- 1972 – Jerusalem
- 1972 – Ich bin dein Freund
- 1973 – Let the love grow
- 1974 – I'm Israeli - I'm a Sabra
- 1975 – Café Decadence
- 1975 – Für große und kleine Kinder
- 1976 – Neuer Wind
- 1978 – Bei dir bin ich immer noch zuhaus
- 1983 – ... wenn schon, dann intensiv
- 1975 – Herzblut
- 1990 – Lieder des Lebens
- 2008 – C'est la vie

## Filmografia

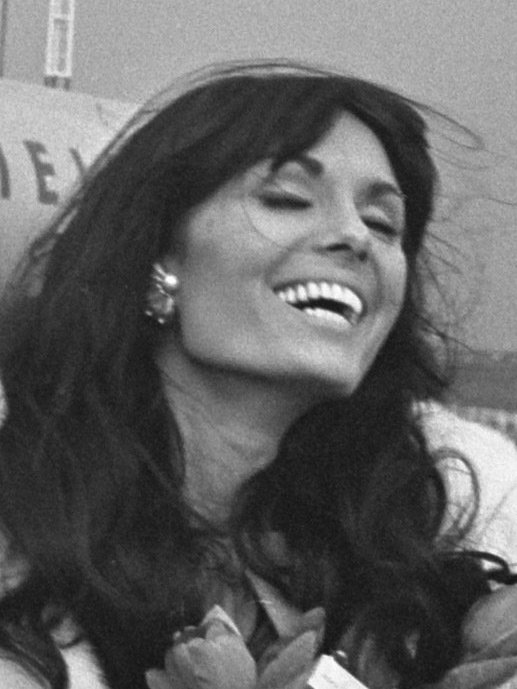
Daliah Lavi, 1966

- Hemsöborna, regia di Arne Mattsson (1955)
- I sette dannati (Brennender Sand), regia di Raphael Nussbaum (1960)
- Candido o l'ottimismo nel XX secolo (Candide ou l'optimisme au XXme siècle), accreditata come Dahlia Lavi, regia di Norbert Carbonnaux (1960)
- Quella sera sulla spiaggia (Un Soir sur la plage), regia di Michel Boisrond (1961)
- No pasaran (La Fête espagnole) regia di Jean-Jacques Vierne (1961)
- Il pozzo delle tre verità (Les Puits aux trois vérités), non accreditata, regia di François Villiers (1961)
- F.B.I. contro dottor Mabuse (Im Stahlnetz des Dr. Mabuse), regia di Harald Reinl (1961)
- Il gioco della verità (Le Jeu de la vérité), regia di Robert Hossein (1961)
- Due settimane in un'altra città (Two Weeks in Another Town), accreditata come Dahlia Lavi, regia di Vincente Minnelli (1962)
- Il letto rosa (Das schwarz-weiß-rote Himmelbett), regia di Rolf Thiele (1962)
- Il demonio, regia di Brunello Rondi (1963)
- La frusta e il corpo, regia di Mario Bava (1963)
- Nude per amare (Das große Liebesspiel), regia di Alfred Weidenmann (1963)
- La battaglia di Fort Apache (Old Shatterhand), regia di Hugo Fregonese (1964)
- Cyrano e D'Artagnan (Cyrano et D'Artagnan), accreditata come Dahlia Lavi, regia di Abel Gance (1964)
- DM-Killer, regia di Rolf Thiele (1965)
- Lord Jim, regia di Richard Brooks (1965)
- La Celestina P... R..., regia di Carlo Lizzani (1965)
- Operazione terzo uomo (Schüsse im 3/4 Takt), regia di Alfred Weidenmann (1965)
- Dieci piccoli indiani (Ten Little Indians), regia di George Pollock (1965)
- Matt Helm il silenziatore (The Silencers), regia di Phil Karlson (1966)
- La spia dal naso freddo (The Spy with a Cold Nose), regia di Daniel Petrie (1966)
- James Bond 007 - Casino Royale (Casino Royale), regia di Ken Hughes, John Huston, Joseph McGrath, Robert Parrish e Richard Talmadge (1967)
- Quei fantastici pazzi volanti (Rocket to the Moon), regia di Don Sharp (1967)
- Arrest! (Nobody Runs Forever), regia di Ralph Thomas (1968)
- Alcune ragazze lo fanno (Some Girls Do), regia di Ralph Thomas (1969)
- Schwarzer Peter - serie TV, 1 episodio (1970)
- Catlow , regia di Sam Wanamaker (1971)
- Sez Les - serie TV, 1 episodio (1972)
- Hallo Peter - serie TV, 1 episodio (1975)
- Mrs. Harris und der Heiratsschwindler - film TV (1991)
- Musik liegt in der Luft - serie TV, 1 episodio (1995)
- Duell zu dritt - serie TV, 1 episodio (1997)

## Doppiatrici italiane
- Anna Miserocchi in Operazione terzo uomo, James Bond 007 - Casino Royale
- Vittoria Febbi in Due settimane in un'altra città
- Adriana De Roberto in La frusta e il corpo
- Rita Savagnone in Lord Jim